# Championnat du Congo de football 2013
Navigation
Saison précédente Saison suivante
La saison 2013 du Championnat du Congo de football est la 48e édition de la première division congolaise, la MTN Ligue 1. Les 18 équipes sont regroupées au sein d'une poule unique, où chaque équipe affronte tous les adversaires de sa poule deux fois, à domicile et à l'extérieur. En fin de saison, pour permettre le passage du championnat à 16 clubs, les deux derniers du classement sont relégués et les 15e et 16e doivent disputer un barrage de promotion-relégation face aux deux meilleures équipes de deuxième division.
C’est le tenant du titre, AC Léopards, qui remporte à nouveau la compétition, après avoir terminé en tête du classement final, avec dix points d’avance sur les Diables Noirs et vingt-six sur le FC Kondzo. C’est le deuxième titre de champion du Congo de l’histoire du club.

## Qualifications continentales
Les deux premiers du classement final se qualifient pour la Ligue des champions de la CAF 2014 tandis que le troisième et le vainqueur de la Coupe du Congo obtiennent leur billet pour la Coupe de la confédération 2014. Si l'équipe victorieuse en Coupe est parmi les trois premiers, c'est le finaliste qui décroche la qualification.

## Les clubs participants
| - AC Léopards - Diables noirs de Brazzaville - Inter Club - AS Ponténégrine - Munisport Pointe-Noire - FC Cuvette - Étoile du Congo - CARA Brazzaville - FC Kondzo | - FC Bilombé - JS Talangaï - Tongo FC Jambom - AS Cheminots - Patronage Sainte-Anne - Saint-Michel de Ouenzé - CS La Mancha - Nico-Nicoyé - US Saint-Pierre |

## Compétition

### Classement
Le barème utilisé pour établir le classement est le suivant :
- Victoire : 3 points
- Match nul : 1 point
- Défaite, forfait ou abandon : 0 point

| Rang | Équipe                 | Pts | J  | G  | N  | P  | Bp | Bc | Diff |
| ---- | ---------------------- | --- | -- | -- | -- | -- | -- | -- | ---- |
| 1    | AC Léopards'T'C        | 87  | 34 | 28 | 3  | 3  | 80 | 18 | +62  |
| 2    | Diables Noirs          | 77  | 34 | 25 | 2  | 7  | 70 | 33 | +37  |
| 3    | FC Kondzo              | 61  | 34 | 17 | 10 | 7  | 19 | 16 | +3   |
| 4    | CARA Brazzaville       | 60  | 34 | 18 | 6  | 10 | 43 | 25 | +18  |
| 5    | AS Cheminots           | 54  | 34 | 14 | 12 | 8  | 36 | 29 | +7   |
| 6    | JS Talangaï            | 52  | 34 | 15 | 7  | 12 | 39 | 25 | +14  |
| 7    | Nico-Nicoyé            | 50  | 34 | 14 | 8  | 12 | 39 | 35 | +4   |
| 8    | Étoile du Congo        | 45  | 34 | 12 | 9  | 13 | 30 | 26 | +4   |
| 9    | Saint-Michel de Ouenzé | 44  | 34 | 11 | 11 | 12 | 37 | 40 | -3   |
| 10   | Tongo FC Jambon        | 43  | 34 | 12 | 7  | 15 | 30 | 37 | -7   |
| 11   | FC Bilombé             | 43  | 34 | 12 | 7  | 15 | 30 | 38 | -8   |
| 12   | CS La Mancha           | 40  | 34 | 10 | 10 | 14 | 34 | 43 | -9   |
| 13   | Patronage Sainte-Anne  | 38  | 34 | 7  | 17 | 10 | 26 | 38 | -12  |
| 14   | AS Ponténégrine        | 37  | 34 | 8  | 13 | 13 | 26 | 33 | -7   |
| 15   | FC Cuvette             | 34  | 34 | 9  | 7  | 18 | 30 | 52 | -22  |
| 16   | Inter Club             | 32  | 34 | 6  | 14 | 14 | 22 | 34 | -12  |
| 17   | Munisport Pointe-Noire | 27  | 34 | 7  | 6  | 21 | 28 | 61 | -33  |
| 18   | US Saint-Pierre        | 15  | 34 | 2  | 9  | 23 | 13 | 55 | -42  |

|  | Qualifié pour la Ligue des champions de la CAF 2014    |
|  | Qualifié pour la Coupe de la confédération 2014        |
|  | Participation au barrage de promotion-relégation       |
|  | Relégation directe en deuxième division                |
|  | T : Tenant du titre C : Vainqueur de la Coupe du Congo |

### Matchs

#### Barrage de promotion-relégation
| Équipe 1            | Résultat      | Équipe 2               | Aller | retour |
| ------------------- | ------------- | ---------------------- | ----- | ------ |
| Ajax de Ouenzé (D2) | 2 - 2 1-3 tab | Inter Club             | 2 - 0 | 0 - 2  |
| FC Cuvette          | 1 - 2         | (D2) Vita Club Mokanda | 1 - 1 | 0 - 1  |

## Bilan de la saison
| Championnat du Congo de football 2013 |                              |
| Champion                              | AC Léopards (2e titre)       |
| Coupes et trophées                    |                              |
| Vainqueur de la Coupe du Congo 2013   | AC Léopards                  |
| Qualifications continentales          |                              |
| Ligue des champions de la CAF 2014    | AC Léopards                  |
| Ligue des champions de la CAF 2014    | Diables noirs de Brazzaville |
| Coupe de la confédération 2014        | FC Kondzo                    |
| Coupe de la confédération 2014        | CARA Brazzaville             |
| Promotions et relégations             |                              |
| Promus en MTN Ligue 1                 | Vita Club Mokanda            |
| Relégués en MTN Ligue 2               | FC Cuvette                   |
| Relégués en MTN Ligue 2               | Munisport Pointe-Noire       |
| Relégués en MTN Ligue 2               | US Saint-Pierre              |